# Americký Drak: Jake Long
Americký Drak: Jake Long (v anglickém originále American Dragon: Jake Long) je americký animovaný seriál z produkce Disney Channel. Ve dvou sezónách mezi lety 2005 a 2007 bylo v americké premiéře odvysíláno 52 epizod. Režíroval je Steve Loter.
Příběh vypráví o mladém chlapci jménem Jake Long, který má nadpřirozenou moc, díky které se může částečně či celkově proměnit v draka.

## Obsazení
| Jake Long      | Dante Basco   |
| Jakeův otec    | Jeff Bennett  |
| Fu             | John DiMaggio |
| Jakeův dědeček | Keone Young   |

## Řady a díly
| Řada | Díly | Premiéra v USA  | Premiéra v USA | Premiéra v ČR | Premiéra v ČR |
| Řada | Díly | První díl       | Poslední díl   | První díl     | Poslední díl  |
| ---- | ---- | --------------- | -------------- | ------------- | ------------- |
| 1    | 21   | 21. ledna 2005  | 29. ledna 2006 | vysíláno      | vysíláno      |
| 2    | 31   | 10. června 2006 | 1. září 2007   | vysíláno      | vysíláno      |